# Sistema Nacional de Emergencias

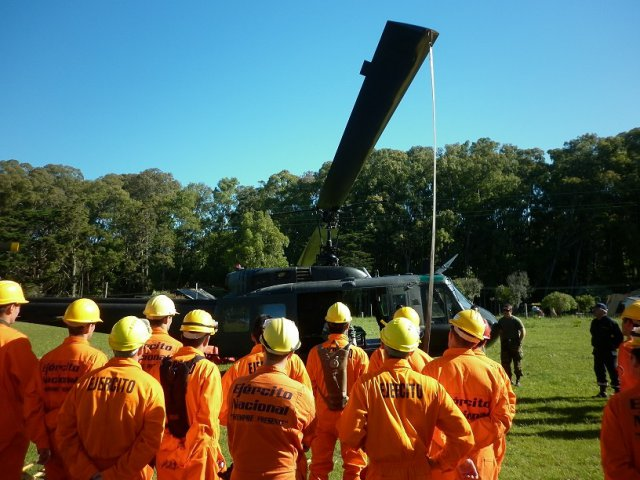
Capacitación del SINAE sobre incendios forestales, dirigida al Ejército Nacional (Uruguay) y a la Cuerpo de Bomberos (Parque Nacional de Santa Teresa, Rocha.

El Sistema Nacional de Emergencias (SINAE) es un sistema público de emergencias de Uruguay. 

## Creación
Fue creado el 25 de octubre de 2019 por la Ley N.º 18.621 con el objetivo de coordinar todos los recursos del Estado ante desastres de origen natural o humano, previsibles o imprevisibles, periódicos o esporádicos.

## Cometidos
Cometidos:
- Articular las tareas y responsabilidades de entidades y órganos públicos, instituciones sociales e individuos en la prevención, mitigación, atención, rehabilitación y recuperación ante situaciones de desastre.
- Integrar los esfuerzos públicos y privados en forma eficaz y eficiente, de acuerdo a las necesidades impuestas por cada una de las fases de actividad del Sistema.
- Garantizar un manejo oportuno, eficaz y eficiente de todos los recursos humanos, técnicos, administrativos y económicos indispensables para la ejecución de las acciones necesarias.

Principios:
- Protección de la vida, de los bienes de significación (públicos y privados) y del ambiente.
- Subordinación de los agentes del Sistema a las exigencias del interés general.
- Responsabilidad compartida y diferenciada.
- Descentralización de la gestión.
- Gestión integral para la reducción de riesgos  (prevención, mitigación, atención, preparación, intervención, rehabilitación y recuperación en situaciones de desastres).
- Planificación, por medio de dispositivos para la reducción de riesgos inscritos en políticas de desarrollo nacional y departamental, de ordenamiento territorial, de desarrollo sostenible y en el establecimiento de condiciones para las inversiones pública o privada.
- Formación y capacitación de la ciudadanía, en especial a través del sistema educativo.
- Orden público. Las acciones programadas y cumplidas en el marco del funcionamiento del Sistema son de cumplimiento obligatorio.
- Solidaridad. Se fomentará la capacidad de actuación unitaria de los miembros de la colectividad o grupo social ante la emergencia.
- Equilibrio dinámico. Se prestará la debida atención a los procesos de transformación, evolución y adaptación; al mismo tiempo se reconocerá la necesidad de establecer un balance entre las condiciones ambientales, sociopsicoculturales y económicas que conduzcan a un desarrollo sustentable.
- Información.  La comunicación de la gestión de riesgo con un enfoque preventivo implica que todos los actores vinculados en la temática asuman la responsabilidad de socializar y democratizar la información.[2]

## Operativa
El Estado de desastre debe ser declarado por el Poder Ejecutivo, actuando el Presidente de la República en acuerdo con los ministros competentes o en Consejo de Ministros, activando de inmediato el Sistema Nacional de Emergencias.

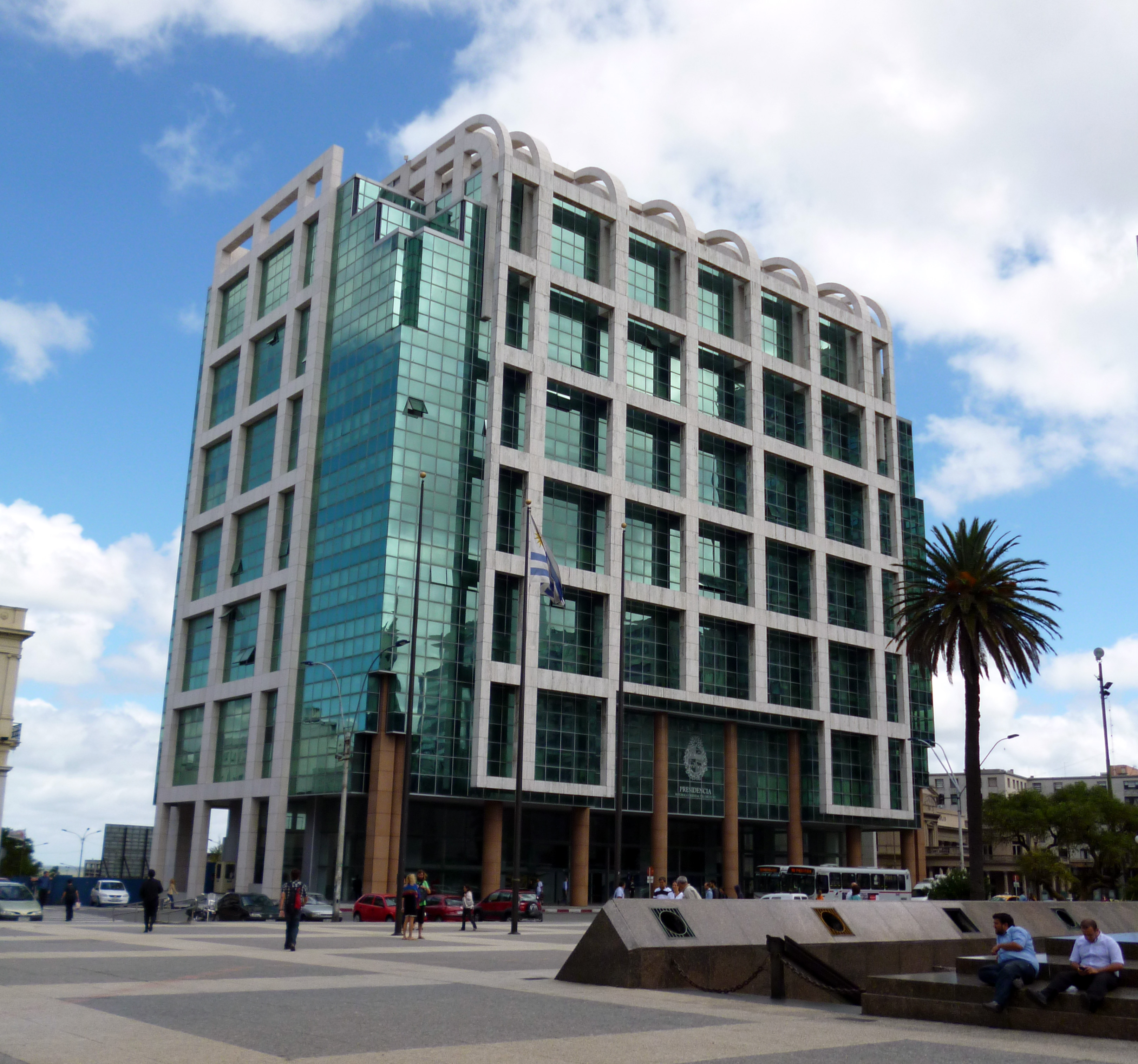
Torre Ejecutiva sede del SINAE

Las declaraciones de estado de desastre habilitan al Poder Ejecutivo a establecer servidumbres de paso y ocupaciones temporales, así como el uso temporario de los bienes muebles necesarios para la ejecución de las acciones operativas del Sistema Nacional de Emergencias.
Podrá disponerse igualmente la evacuación obligatoria de personas y de animales en situación de vulnerabilidad o de riesgo.
Los funcionarios públicos convocados para participar en actividades del Sistema Nacional de Emergencias en casos de alerta o de estado de desastre están obligados a asumirlas en las condiciones determinadas por la Dirección Nacional de Emergencias.

## Organismos
El Sistema Nacional de Emergencias se encuentra integrado por
- Poder Ejecutivo
- Dirección Nacional de Emergencias.
- Ministerios, entes autónomos y servicios descentralizados.
- Comités Departamentales de Emergencias (CDE).
- Centros Coordinadores de Emergencias Departamentales (CECOED).

### Dirección Superior
Es la instancia superior de decisión y coordinación del Sistema, dependiente del Poder Ejecutivo. Le compete la aprobación de políticas generales, propuestas normativas, planes nacionales para la reducción de riesgos y atención de emergencias, planes de rehabilitación y recuperación, y la declaratoria de situaciones de desastre, entre otros cometidos asignados en el marco de la normativa vigente.

### Dirección Nacional de Emergencias
Dependerá de la Presidencia de la República. Sus funciones serán:
- Actuar como nexo directo entre el Poder Ejecutivo y los demás agentes del Sistema Nacional de Emergencias.
- Declarar las situaciones de alerta y comunicar las mismas a la Dirección Superior del Sistema.
- Coordinar el funcionamiento del Sistema Nacional de Emergencias, de acuerdo a las políticas y a las líneas estratégicas definidas por la Dirección Superior.
- Promover la realización de actividades de formación y capacitación dirigidas a los integrantes del Sistema, así como las campañas públicas de educación e información ciudadana, de acuerdo con los planes y proyectos de la Comisión Asesora Nacional para Reducción de Riesgo y Atención de Desastres.
- Proponer la aprobación de instrumentos para la gestión del riesgo.
- Elevar al Poder Ejecutivo propuestas de políticas, estrategias, normativas y planes nacionales para la reducción de riesgos y manejo de situaciones de riesgo o de desastre y de recuperación.
- Dirigir y coordinar el funcionamiento del Sistema a nivel nacional y departamental respetando las autonomías y competencias de las instituciones que integran el Sistema. así como vigilar el cumplimiento de la ley.
- Proponer al Poder Ejecutivo, mediante comunicación al Presidente de la República, la aprobación de la reglamentación necesaria para la ejecución de la ley N.º 18.621.

### Administración central, entes autónomos y servicios descentralizados
Asumirán en forma descentralizada y primaria el cumplimiento de actividades de prevención, mitigación, atención, rehabilitación o recuperación como consecuencia de situaciones previstas en la ley N.º 18.621.

## Estructura

### Subsistemas de Emergencias Departamentales
Son las instancias de coordinación y ejecución descentralizada y primaria de actividades de prevención, mitigación, atención, rehabilitación y recuperación, ante el acaecimiento eventual o real de situaciones de desastre con impacto local, y en el marco de las políticas públicas de descentralización consagradas en nuestra legislación nacional.
Su actuación se ajustará a los planes y protocolos de actuación establecidos por el Sistema Nacional de Emergencias y por los respectivos Comités Departamentales de Emergencias a través de los ámbitos de coordinación respectiva a nivel local para cada tipo de contingencia, sin desmedro de la adopción de las medidas adecuadas ante situaciones imprevistas.

### Comités Departamentales de Emergencias (CDE)

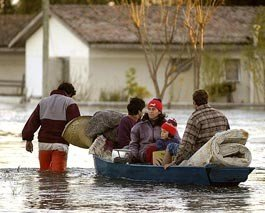
Evacuación por inundaciones en el Departamento de Durazno.

Son los órganos responsables de la formulación de políticas y estrategias a nivel local.
Están integrados por el intendente respectivo o quien este designe en su representación, quien lo presidirá, el jefe de Policía departamental y el jefe de Destacamento de la Dirección Nacional de Bomberos del Ministerio del Interior, un representante del Ministerio de Defensa Nacional, un representante del Ministerio de Desarrollo Social y un representante del Ministerio de Salud Pública. Son miembros no permanentes los representantes de los entes autónomos y servicios descentralizados presentes en el departamento, que serán convocados a participar por el Intendente o su representante, con la anuencia de los integrantes del Comité Departamental.
Sus cometidos son:
- Aprobar políticas, estrategias, normas, planes y programas departamentales sobre reducción de riesgos y manejo de emergencias y desastres, formulados por la respectiva Intendencia.
- Declarar la situación de alerta departamental en parte la totalidad del departamento, comunicándola a la Dirección Nacional del Sistema.
- Solicitar a la Dirección Nacional la declaratoria de situación de desastre.
- Establecer las comisiones asesoras que se crean necesarias para el funcionamiento del subsistema departamental.
- Promover y articular que cada entidad, nacional o departamental, que opere en el respectivo departamento cumpla con lo establecido en la ley que rige al Sistema, en su área de competencia.

### Centros Coordinadores de Emergencias Departamentales (CECOED)
Existirán en cada departamento, coordinados por un funcionario de la máxima jerarquía designado por el Intendente respectivo, con amplios conocimientos en el tema de la gestión de riesgos.
Sus cometidos son:
- Promover un ámbito de coordinación para las acciones que deben ejecutar las diferentes instituciones en prevención, mitigación, atención de desastres y rehabilitación que corresponden al Sistema Nacional de Emergencias en tanto los fenómenos que determinan las mismas permanecieran circunscriptos al territorio departamental.
- Recibir, sistematizar y trasmitir al Comité Departamental de Emergencias y a la Dirección Nacional de Emergencias la información necesaria para la identificación de fenómenos que pudieran determinar la activación operativa del mismo y efectuar el seguimiento eventual de los mismos.
- Organizar actividades de capacitación y formación a nivel departamental en coordinación con la Dirección Nacional de Emergencias, la Comisión Asesora Nacional para Reducción de Riesgos y Atención de Desastres, y los Comités Departamentales de Emergencias.
- Establecer reuniones periódicas o extraordinarias en situaciones de emergencia, convocadas por el Intendente respectivo o un funcionario designado por este.[4]

## Organización

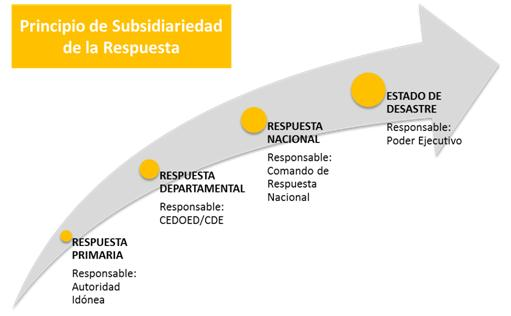
Principio de Subsidiariedad de la Respuesta del SINAE.

La atención de las emergencias y desastres se cumple primariamente en forma descentralizada, y corresponde a las instancias de coordinación y ejecución descentralizada y primaria el aporte de sus capacidades y recursos.  
Los niveles de descentralización y coordinación del SINAE durante la atención de esos eventos adversos estarán determinados por la intensidad y cobertura del impacto, por el nivel de riesgo y por los requerimientos específicos de la respuesta. Los niveles de coordinación de la Respuesta de Emergencias y Desastres serán los siguientes:
| NIVEL DE RESPUESTA      | COORDINACIÓN DE LA RESPUESTA        |
| ----------------------- | ----------------------------------- |
| Atención Primaria       | Autoridad Idónea en el evento       |
| Respuesta Departamental | Comité Departamental de Emergencias |
| Respuesta Nacional      | Comando de Respuesta Nacional       |
| Situación de Desastre   | Poder Ejecutivo                     |

### Atención Primaria
La atención primaria será dirigida por la autoridad idónea según las características del evento adverso, y estará orientada por los planes elaborados por esa institución. 
La autoridad responsable de la Atención Primaria deberá notificar al Coordinador del Centro Coordinador de Emergencias Departamentales (CECOED) respectivo, en forma inmediata, cuando existan indicios de una o más de las siguientes situaciones: 
- Las capacidades de respuesta fueron superadas, o es inminente que lo sean;
- Se requiere el trabajo articulado de más de una institución durante la respuesta o en instancias posteriores de rehabilitación o recuperación;
- El impacto del evento es significativo por la afectación en las personas, los bienes y/o el medio ambiente;
- Es alto el riesgo de ampliación del evento adverso en curso o de otras amenazas relacionadas.

Si el evento se encuentra dentro de la circunscripción territorial de uno o más municipios, también se enviará una notificación a los respectivos alcaldes. Durante la fase de Atención Primaria, los municipios adoptarán las medidas urgentes necesarias en el marco de sus facultades, coordinando y colaborando con las autoridades respectivas.

### Respuesta Departamental
El Comité Departamental de Emergencia (CDE) es responsable de dirigir la Respuesta Departamental. Cada CDE deberá contar con reglas de funcionamiento y de toma de decisiones preestablecidas. Durante la respuesta, el CDE tiene las siguientes atribuciones: 
- Definir las acciones de acuerdo a los planes de contingencia disponibles, y adoptar todas las decisiones que sean necesarias durante la respuesta.
- Coordinar el flujo de información, la relación con los medios de comunicación, las declaraciones públicas y las recomendaciones a la población.

En cada departamento habrá un Centro Coordinador de Emergencias Departamentales (CECOED), coordinado por un funcionario designado por el Intendente, que deberá implementar las acciones de Respuesta Departamental bajo la dirección del CDE. 
Cada CECOED debe contar con Planes de Emergencia actualizados, que definan las principales amenazas del departamento, según criterios de probabilidad de ocurrencia y de potencial impacto. Las amenazas priorizadas deben contar con sus correspondientes Planes de Contingencia. 

### Respuesta Nacional
Cuando la situación lo requiera, la coordinación de la respuesta se realizará desde el Comando de Respuesta Nacional, que será responsable de dirigir la Respuesta Nacional. 
El Comando de Respuesta Nacional asume la dirección nacional y se declara en Sesión Permanente cuando:
- el impacto del evento es de sustancial gravedad por la afectación en las personas, los bienes y/o el medio ambiente;
- es alto el riesgo de ampliación del evento adverso en curso o de otras amenazas relacionadas;
- se exceden las capacidades departamentales de respuesta;
- la cobertura geográfica de afectación abarca varios departamentos, es extraterrritorial o deslocalizada;
- requiere una coordinación interinstitucional compleja.

El Comando de Respuesta Nacional será convocado por el Prosecretario de la Presidencia, que lo presidirá. Para su conformación, se convocará al Jefe del Estado Mayor Policial, al Jefe de Bomberos y a los representantes y/o técnicos de las instituciones asociadas al evento (Dirección Nacional de Meteorología, Dirección Nacional de Policía Caminera, etc.). 
El Comando de Respuesta Nacional tendrá las siguientes atribuciones:
- Adoptar centralmente las decisiones que sean necesarias para el mejor desempeño del SINAE en su conjunto.
- Coordinar el flujo de información, la relación con los medios de comunicación, las declaraciones públicas y las recomendaciones a la población.

La Secretaría General del Comando de Respuesta Nacional será asumida por las Direcciones Técnica, Sanitaria y Operativa en forma conjunta, y realizará la asesoría técnica general, elaborará los informes de seguimiento (atendiendo a la evaluación de los riesgos, los pronósticos, las necesidades y las capacidades de respuesta), facilitará el flujo de información entre las instituciones involucradas y será responsable de asegurar la implementación coordinada de las decisiones adoptadas. 

### Estado de Desastre
El Estado de Desastre será declarado por el Poder Ejecutivo, actuando el Presidente de la República en acuerdo con los Ministros competentes por razón de materia, o en Consejo de Ministros. 
El Estado de Desastre está determinado por la magnitud y el impacto del evento: se fundamenta en la necesidad de una organización, coordinación y asignación de recursos a gran escala y en forma inmediata por parte de las instituciones y la comunidad nacionales y, eventualmente, de la comunidad internacional.
Declarado el Estado de Desastre, la dirección general de la respuesta será asumida por el Poder Ejecutivo. 
El Comando de Respuesta Nacional se constituirá como la Secretaría General del Poder Ejecutivo para la respuesta durante el Estado de Desastre. 